# Sarcodes sanguinea

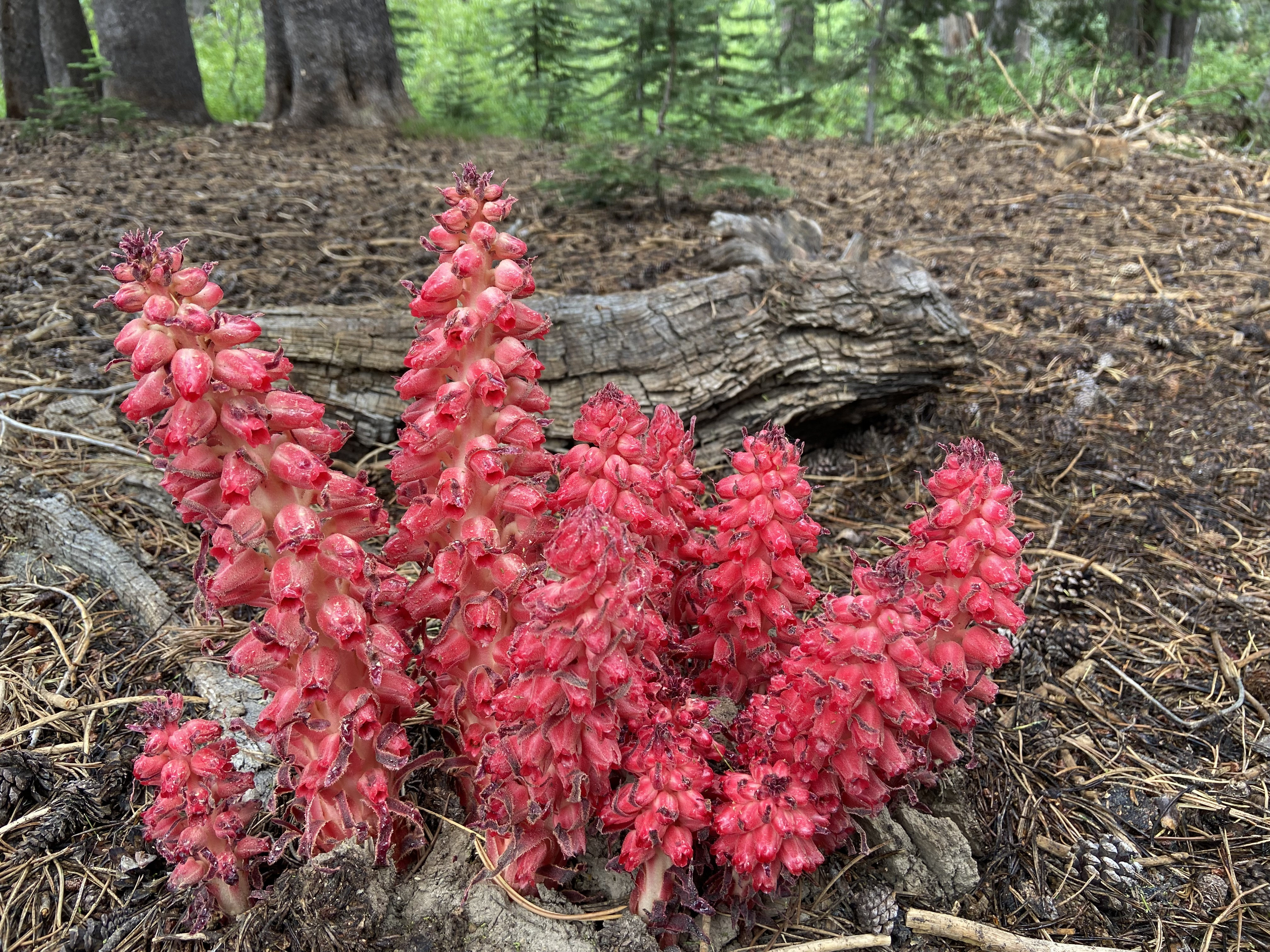
Skupina květenství Sarcodes

Sarcodes sanguinea je druh rostliny z čeledi vřesovcovité a jediný druh rodu Sarcodes. Je to nezelená bylina bez stonku a listů, která se vyživuje prostřednictvím mykorhizních hub. Ze země vyrůstá pouze nápadně červené dužnaté květenství, nesoucí pětičetné květy se zvonkovitými korunami. Opylují je čmeláci a kolibříci. Plodem je nepravidelně pukající tobolka. Druh se vyskytuje v podrostu horských lesů na jihozápadě USA a v severovýchodním Mexiku.

## Popis
Sarcodes sanguinea je nezelená, mykoheterotrofní bylina bez listů a stonku, s vláknitými kořeny. Květenství jsou hroznovitá, jasně červená až tmavě oranžová, vzpřímená, s dužnatým vřetenem, 15 až 50 cm vysoká, vyrůstající jednotlivě nebo ve skupinách ze země. Vykvétá od pozdního jara do léta. Květy jsou oboupohlavné, pravidelné, podepřené červenými listeny. Kalich je složen z 5 volných, kopinatě vejčitých lístků. Koruna je červená, zvonkovitá, na bázi lehce vakovitá. V květech jsou nektária v podobě nízkých laloků mezi bázemi tyčinek. Tyčinek je 10 a nevyčnívají z květů. Semeník je svrchní, srostlý z 5 plodolistů a se stejným počtem komůrek. Čnělka je jedna, zakončená načervenalou hlavatou bliznou. Plodem je nepukavá nebo nepravidelně pukající tobolka obsahující mnoho drobných, vejcovitých, bezkřídlých semen.

## Rozšíření
Druh se vyskytuje v horských oblastech východní Kalifornie, jižního Oregonu, západní Nevady a severozápadního Mexika (Baja California). Roste ve smíšených nebo jehličnatých lesích v nadmořských výškách od 1100 do 3050 metrů.

## Ekologické interakce
Rostlina má úzkou mykorhizní vazbu s houbami rodu Rhizopogon, jejichž hyfy hustě obklopují její kořeny. Jedná se o stopkovýtrusné houby, které vytvářejí podzemní plodnice podobně jako například lanýž.
Květy navštěvují čmeláci a kolibříci, jsou však schopny i samoopylení. O způsobu šíření semen není nic známo. Rostliny se množí také vegetativně.

## Taxonomie
Rod Sarcodes je v rámci čeledi Ericaceae řazen do podčeledi Monotropoideae a tribu Pterosporeae. Nejblíže příbuzným rodem je rovněž nezelený rod Pterospora, jehož jediný druh je rozšířen v Severní Americe. 
Prostřednictvím radioaktivního fosforu bylo zjištěno, že živiny, kterými houba rostlinu zásobuje, pocházejí z okolních stromů, zejména borovice Jeffreyovy a jedle ojíněné.